# YugoRosGaz
 (octobre 2024).
YugoRosGaz est une société serbe de distribution et de transport de gaz naturel, filiale de la société russe Gazprom. Son siège social est à Belgrade, en Serbie.

## Possession
Au 13 mai 2024, YugoRosGaz est détenue par Gazprom (75%) et Srbijagas (25%).